# Bâtiment du Parlement autrichien
Pour les articles homonymes, voir Bâtiment du Parlement.

Le bâtiment du Parlement, est le siège des deux chambres du pouvoir législatif autrichien : le Conseil national et le Conseil fédéral. Il fut construit sur projet de Theophil Hansen qui s'inspira directement de l'architecture grecque, qu'un long séjour à Athènes lui avait rendu familière, pour dessiner cet immense édifice néo-classique. Il fut bâti sur la Ringstrasse de 1874 à 1883 pour accueillir les réunions du Conseil d'Empire (Reichsrat) rassemblant les représentants des royaumes et pays de la monarchie autrichienne sous la souveraineté des Habsbourg.

## Histoire
Au cours de la révolution autrichienne de 1848, la constitution Pillersdorf transférait la législation à un parlement bicaméral, le Reichstag, qui fut néanmoins dissout l'année suivante. À la place, un organe consultatif est créé, nommé Reichsrat, en effet un cabinet de . En tant que parlement de l'empire d'Autriche, le Reichsrat fut recrée conformément au Patente de février émis en 1861 par l'empereur François-Joseph Ier. À la suite du compromis de 1867, il ne représenta plus que la moitié autrichienne de la monarchie danubienne.

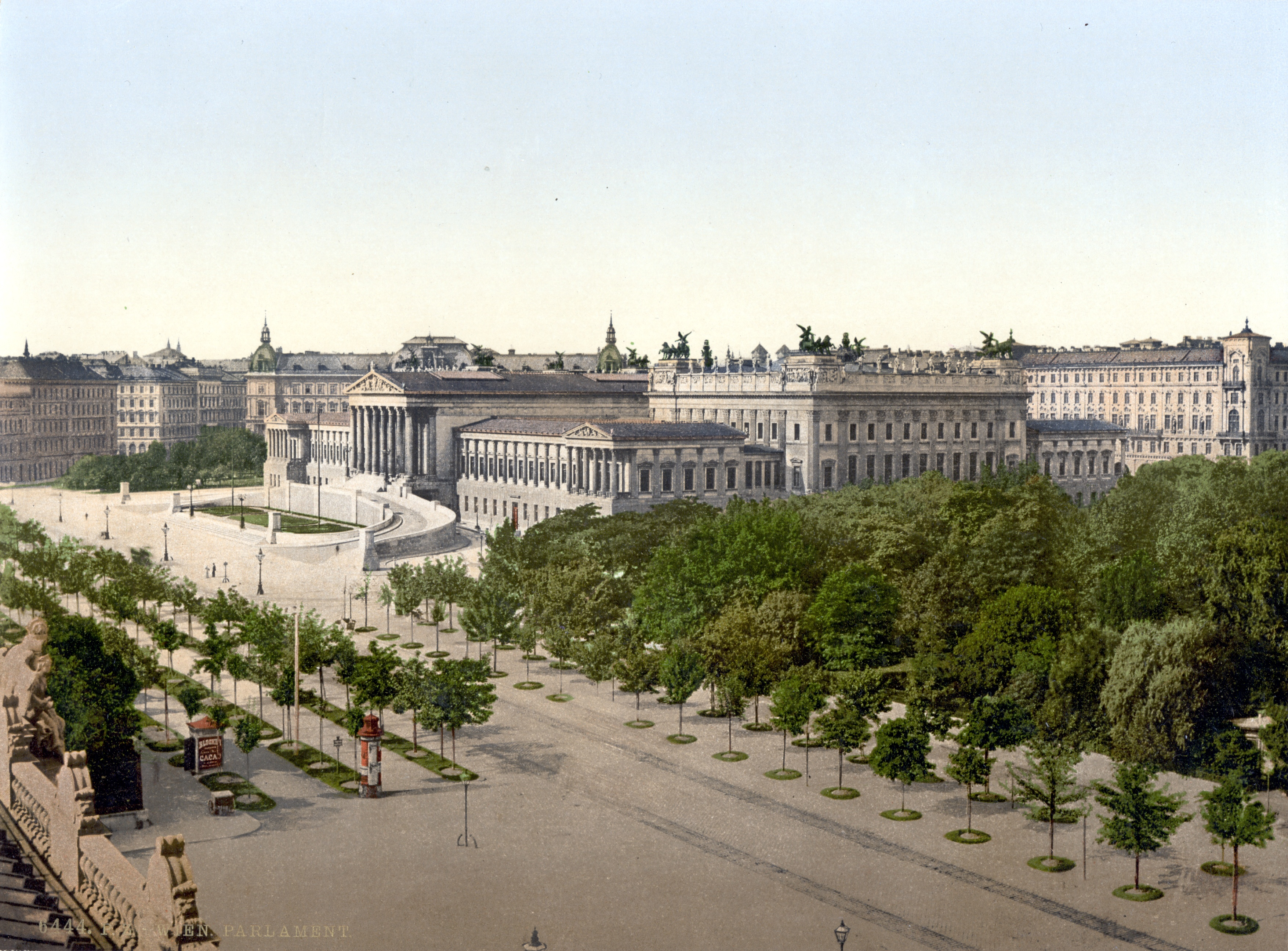
Bâtiment du Parlement sur le Ring, vers 1900.

Le nouveau parlement tient ses premières séances aux plusieurs sièges provisoires, avant qu'il commence à siéger au bâtiment construit spécialement à cet effet. 
Le précurseur du bâtiment actuel était la Chambre des représentants temporaire (Abgeordnetenhaus), située dans la Währinger Straße, une rue du boulevard Ringstraße nouvellement aménagé. Elle a été érigée en six semaines, en mars et avril 1861, selon les plans de Ferdinand Fellner, un célèbre architecte de théâtre autrichien. Par sa disposition avec une rampe et un hall d'entrée, l'Abgeordnetenhaus était un modèle pour le futur bâtiment du Parlement. Achevée le 25 avril 1861, cette structure temporaire a été inaugurée par l'empereur François-Joseph Ier d'Autriche, et peu après, elle a été baptisée Schmerlingtheater, du nom du ministre Anton von Schmerling. Il a été utilisé par les députés de la Cisleithanie jusqu'à l'achèvement de l'actuel bâtiment du Parlement en 1883, tandis que la Chambre des lords se réunissait à la Chambre des États de Basse-Autriche, alors siège de l'assemblée du Landtag de Basse-Autriche.
La première pierre a été posée le 2 septembre 1874 ; la première réunion dans le nouveau bâtiment a eu lieu le 4 décembre 1883. 
La dernière réunion de la chambre des députés du Reichsrat impérial s'est tenue le 12 novembre 1918 lorsque les députés, prenant acte de la dislocation de l'Autriche-Hongrie à l'issue de la Première Guerre mondiale, proclament la république d'Autriche allemande (Republik Deutsch-Österreich). Comme l'exige Georges Clemenceau, les vainqueurs, par le traité de Saint-Germain refusèrent de laisser les Austro-Allemands bénéficier du « droit des peuples à disposer d'eux-mêmes » selon le 10e des 14 points du président américain Woodrow Wilson, en s'unissant à la république de Weimar et c'est pourquoi ils obligèrent le Reichsrat à changer de nom du pays en 1919 pour prendre celui de république d'Autriche (Republik Österreich), devant rester séparée de l'Allemagne. En revanche, quatre districts germanophones de l'ancien royaume de Hongrie sont rattachés à l'Autriche, sous le nom de Burgenland. Le 1er octobre 1920 est adoptée la Loi constitutionnelle fédérale (Bundes-Verfassungsgesetz). Le Conseil national et le Conseil fédéral qu'elle institue continuent à siéger ici.
Avec l'émergence de l'austrofascisme, le chancelier Engelbert Dollfuss déclare le Parlement dissous le 4 mars 1933, puisque incapable de fonctionner. Durant l'Anschluss (rattachement de l'Autriche à l'Allemagne nazie) le NSDAP prend possession du bâtiment. En 1945, peu avant la fin de la Seconde Guerre mondiale, la moitié du Parlement est détruite au cours des combats. La reconstruction en fut achevée en juin 1956, mais la restauration de certaines œuvres d'art endommagées n'a débuté que dans les années 1990.
De 2017 à 2023, pendant les travaux de rénovation, le Parlement autrichien ne siège pas dans le bâtiment mais à la Hofburg.

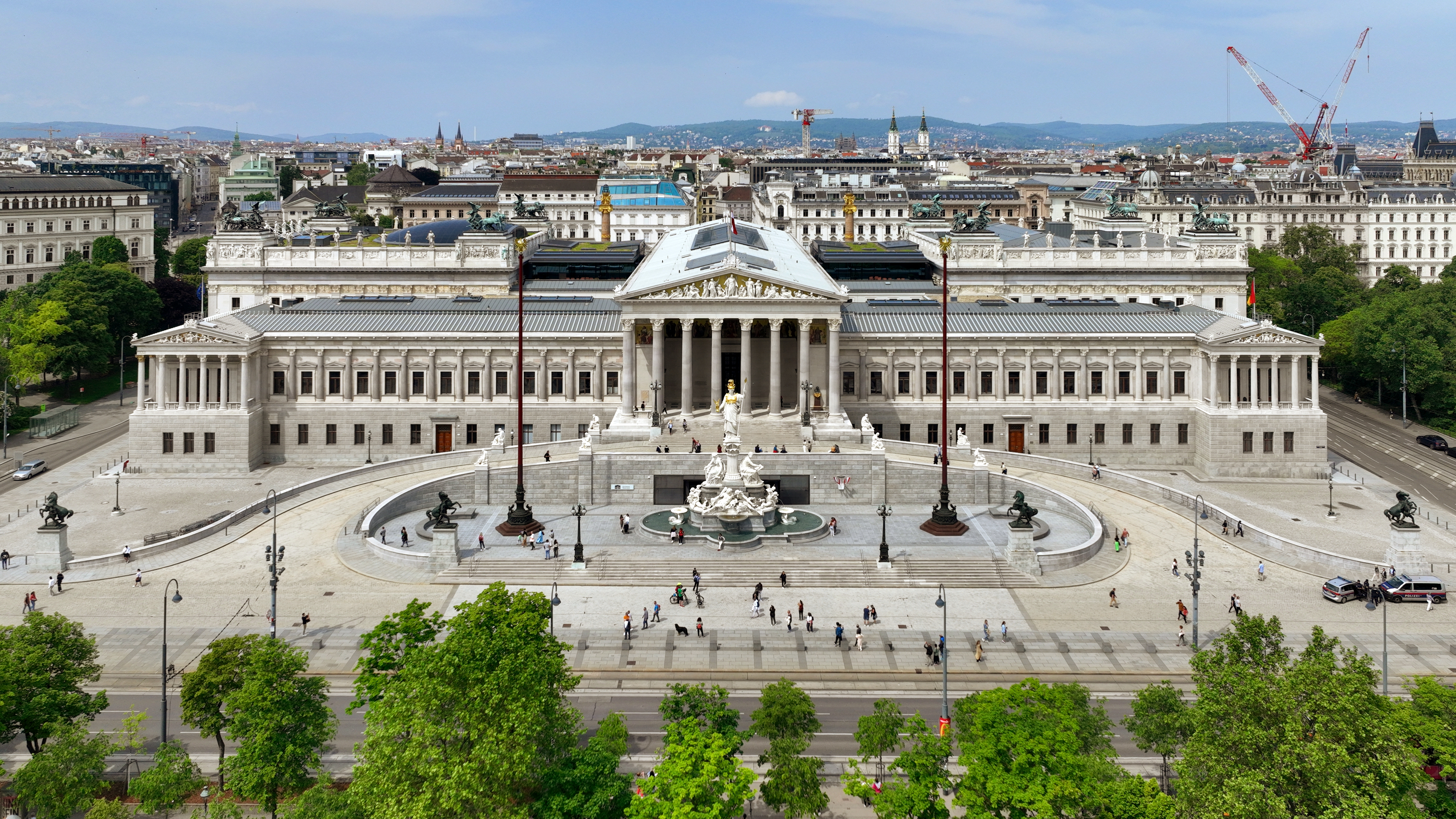
Le parlement autrichien
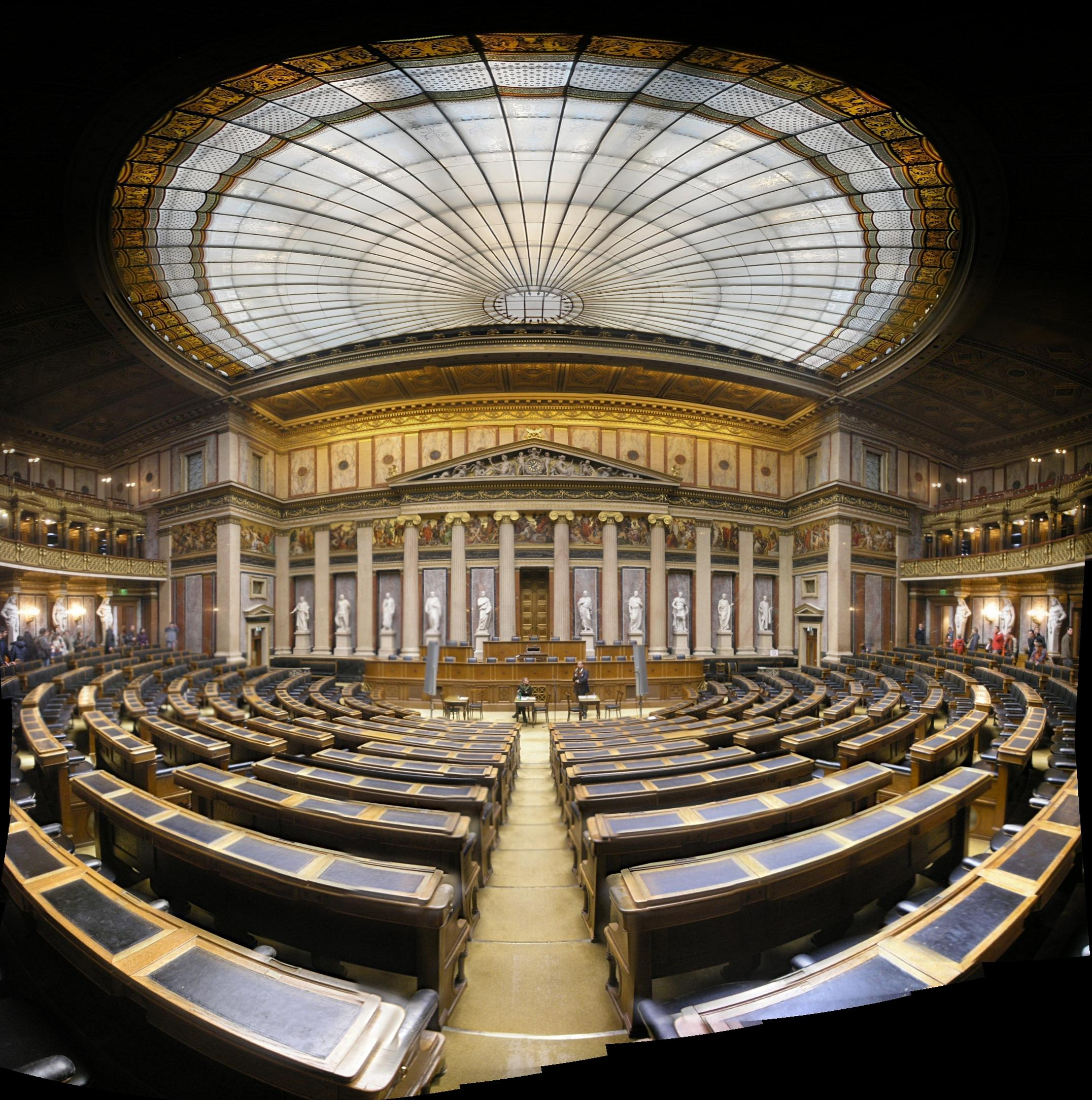
Intérieurs
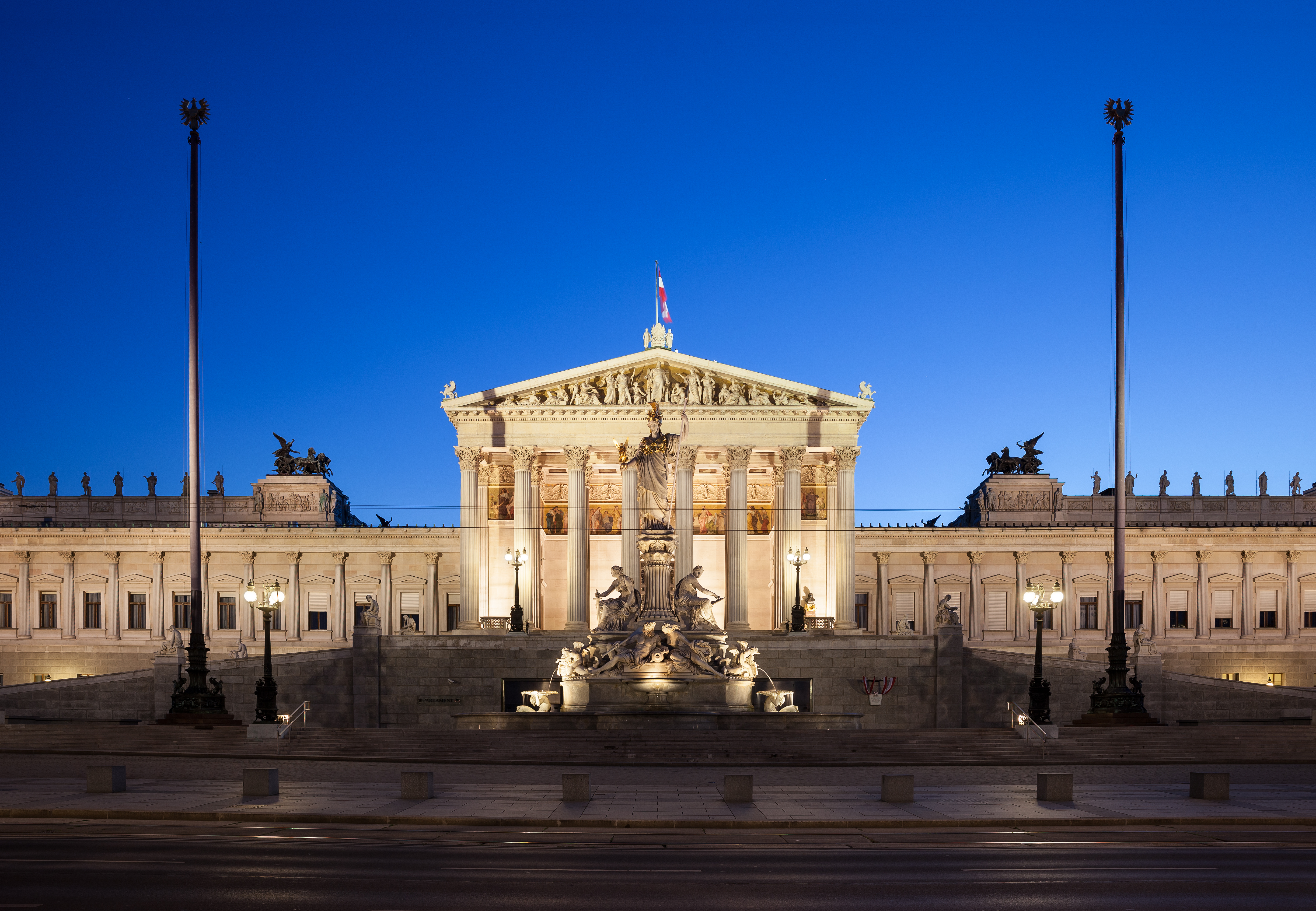
Vue du Parlement

## Architecture
Le projet de l'édifice, conçue par Theophil Hansen, possède une certaine ressemblance avec ceux de l'Académie d'Athènes et du Zappéion, bâtis par le même architecte. L'application des couleurs sur la façade du style de l'ancienne polychromie grecque, comme prévu par Theophil Hansen, n'a pas été réalisée. On peut lire le premier article de la Déclaration universelle des droits de l'homme sur la façade avant du bâtiment derrière les colonnes.
Ornée d'effigies d'historiens antiques, une large rampe surplombe des Dresseurs de chevaux en bronze sculptés par Josef Lax en 1901 et conduit au portique d'entrée surélevé par rapport à l'avenue. Au sommet de la façade, décorée de statues d'érudits et d'hommes d'État, des Victoires ailées conduisent des quadriges.
Depuis 1902, L'Athenebrunnen, fontaine dessinée par Carl Kundmann dominée par une immense sculpture d'Athéna, la déesse grecque de la sagesse, se dresse devant le bâtiment.

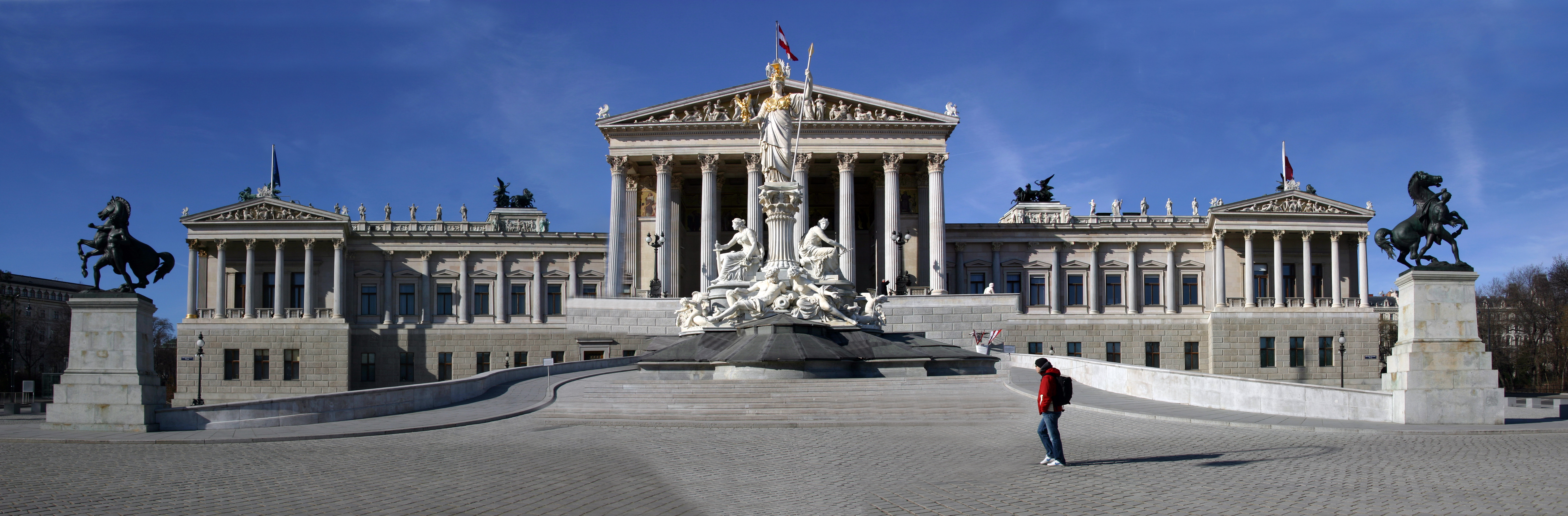
Vue panoramique du Parlement autrichien depuis le Ring.